# Kluun
Kluun is het pseudoniem van de Nederlandse schrijver Raymondus Godefridus Norbertus (Raymond) van de Klundert (Tilburg, 17 april 1964).

## Loopbaan

### Komt een vrouw bij de dokter
Voor hij zich op het schrijven toelegde, was Van de Klundert actief in de marketing. In 2001 verloor hij zijn eerste vrouw Judith op 36-jarige leeftijd aan kanker. Hij verkocht zijn marketingbureau, vertrok met zijn 3-jarige dochter naar Australië en verwerkte zijn ervaringen in zijn debuutroman Komt een vrouw bij de dokter (2003). 
Het boek werd bijzonder slecht ontvangen; de meerderheid van de recensenten beoordeelde het als oppervlakkig en bij vlagen ronduit plat. In de buitenlandse media werd het boek beter ontvangen: Der Spiegel schreef over de Duitse vertaling: 'Een bijzonder document (...) een radicale 21e-eeuwse Love Story. Het verhaal wordt in de loop van het verhaal eerlijker en eerlijker. Onconventioneel en laconiek beschreven.'
Ondanks de recensies in Nederland is het boek de best verkochte Nederlandse debuutroman aller tijden: er werden meer dan 1,2 miljoen exemplaren verkocht. De roman werd in het Duits, Engels, Frans, en meer dan dertig andere talen vertaald. De filmrechten werden binnen vier maanden verkocht aan Eyeworks. Het boek stond onder andere in Taiwan, Slovenië en Zweden op nr. 1 in de fictie bestsellerlijsten. In het buitenland werden meer dan 200.000 exemplaren verkocht. 
In 2006 won Kluun met het boek de NS Publieksprijs. Op zaterdag 28 november 2009 ontving hij uit handen van regisseur Reinout Oerlemans het miljoenste exemplaar van Komt een vrouw bij de dokter in de vorm van een 'diamanten' boek. Komt een vrouw bij de dokter stond bijna vijf jaar vrijwel onafgebroken in de Bestseller 60. Op 26 november 2009 ging de verfilming van Komt een vrouw bij de dokter in première.

### Verdere loopbaan
Van de Klundert schreef daarna in 2004 zijn tweede boek Help, ik heb mijn vrouw zwanger gemaakt!, waarin aanstaande vaders het nodige kunnen lezen over de zwangerschap. Dat leverde hem de kwalificatie 'mannelijke tegenhanger van Daphne Deckers' op. Er werden meer dan 300.000 exemplaren van verkocht.
Een vervolg op zijn debuutroman, met de titel De weduwnaar, is in 2006 uitgekomen. Binnen vier weken werden, ondanks gemengde recensies, 100.000 exemplaren verkocht. In totaal gingen er een half miljoen exemplaren van De weduwnaar over de toonbank.
In 2006 richtte Kluun NightWriters op, een collectief dat zich ten doel stelt literair entertainment te bieden. NightWriters organiseert shows in haar thuishonk het Comedy Theater in Amsterdam en treedt op in het land. Daarnaast is het een agentschap waaraan verschillende schrijvers verbonden zijn, zoals Ronald Giphart, Saskia Noort, Susan Smit en Christophe Vekeman.
Najaar 2008 verscheen Klunen, een verzameling columns. Daarvan werden ruim 100.000 exemplaren verkocht. Kluun was onder andere columnist bij De Pers en bij de ochtendshow van Giel Beelen op 3FM. In 2009 werd Kluun gevraagd het essay voor de Maand van de Spiritualiteit te schrijven, dat in november dat jaar verscheen onder de titel God is Gek.
Zijn derde roman Haantjes (2011) over de Amsterdamse reclamewereld is gebaseerd op een waargebeurd zakelijk fiasco. De Volkskrant noemde het boek 'hilarisch' en gaf het vier sterren. In 2011 verscheen ook Aan de Amsterdamse nachten, een boek dat Kluun i.s.m. Parooljournalist Hans van der Beek schreef over het nachtleven in Amsterdam. In 2013 verscheen het vervolg op Klunen: Klunen2.
In februari 2017 verscheen de roman DJ, die volgens literatuurcriticus Jeroen Vullings van Vrij Nederland 'de eerste volwaardige dance-roman is in de Nederlandstalige literatuur'. Volgens Vullings is DJ literair verwant aan de J.Kesselsromans van P.F. Thomese.
In de zomer van 2020 verscheen Familieopstelling. In deze roman gaat Stijn op zoek naar antwoorden over zichzelf, de liefde en zijn familiegeschiedenis. Het boek werd bekroond als prijswinnend luisterboek van het jaar 2021. In het kader van familie verscheen in 2022 het boek Help, ik heb een puber! Dit boek is de onvermijdelijke opvolger van de bestseller Help, ik heb mijn vrouw zwanger gemaakt! (2004). Kluun helpt ouders door middel van dit boek om de verschillende groeifases waar pubers doorheen gaan te begrijpen. 
Naast het schrijven van bestsellers verzorgt Kluun schrijfworkshops voor (beginnende) auteurs en inspiratiesessies voor bedrijven. Daarin deelt hij belangrijke schrijftechnieken, manieren om pakkende copy te schrijven en lezingen over het schrijven van de autobiografie van jouw leven. Zo inspireert hij naast de lezer ook het publiek als spreker en coach.
De roman Komt een vrouw bij de dokter (2003) van schrijver Kluun kreeg in 2023 een theaterbewerking en is van januari tot mei op verschillende podia in het land te zien. Het script werd verzorgd door toneelschrijver Koen Caris, die eerder de theaterbewerking van Bonita Avenue maakte. De hoofdrollen in Komt een vrouw bij de dokter zijn weggelegd voor Maartje van de Wetering, Xander de Vledder, Teunie de Brouwer en Marie Louise Stheins.

## Publiciteit
Kluun haalde de afgelopen jaren met ludieke acties vaak de publiciteit. Zo richtte hij als reactie op een datingsite voor mooie mensen een quasi-datingsite voor lelijke mensen op, www.lillekemeense.com. Ook solliciteerde hij in een open brief als hoofdredacteur bij het feministische magazine Opzij nadat het blad door de Commissie Gelijke Behandeling op de vingers was getikt omdat mannen niet werden toegelaten tot de selectieprocedure. In 2013 zette Kluun zijn website uit protest een poos op zwart, omdat hij schadeclaims kreeg van fotografen waarvan hij foto's op zijn blog had gebruikt zonder toestemming. Die actie leidde tot enige ophef onder fotografen, juristen en bloggers. Ook mengde hij zich na de faillissementen van Polare met opiniestukken in NRC en de Volkskrant intensief in het debat over de toekomst van het boekenvak en in 2016 in de discussies omtrent de verplichte literatuurlijst voor scholieren.

## Privéleven
Van de Klundert heeft drie kinderen uit twee huwelijken.

## Bestseller 60
| Boeken met noteringen in de Nederlandse Bestseller 60 | Jaar van verschijnen | Datum van binnenkomst | Hoogste positie | Aantal weken | Opmerkingen    |
| ----------------------------------------------------- | -------------------- | --------------------- | --------------- | ------------ | -------------- |
| Komt een vrouw bij de dokter                          | 2003                 | 26-03-2005            | 1(1wk)          | 216          |                |
| Komt een vrouw bij de dokter                          | 2006                 | 25-03-2006            | 25              | 4            | Platina-editie |
| Help, ik heb mijn vrouw zwanger gemaakt!              | 2004                 | 20-05-2006            | 22              | 38           |                |
| De weduwnaar                                          | 2006                 | 20-05-2006            | 1(2wk)          | 114          |                |
| Klunen                                                | 2008                 | 08-11-2008            | 7               | 37           |                |
| God is Gek                                            | 2009                 | 07-11-2009            | 2               | 10           |                |
| Haantjes                                              | 2011                 | 29-01-2011            | 1(2wk)          | 33           |                |
| Klunen 2                                              | 2013                 | 09-11-2013            | 60              | 1            |                |
| DJ                                                    | 2017                 | 15-02-2017            | 2               | 12           |                |
| Het eeuwige gezeik                                    | 2017                 | 24-05-2017            | 15              | 6            |                |
| Familieopstelling                                     | 2020                 | 02-09-2020            | 3               | 10           |                |
| Help, ik heb een puber!                               | 2022                 | 02-11-2022            | 1(1wk)          | 71           |                |
| Hoera, ik heb een puber!                              | 2024                 | 25-09-2024            | 19              | 13           |                |

## Trivia
- In 2012 deed Van de Klundert mee aan het televisieprogramma De Slimste Mens.
- In 2018 was Van de Klundert te gast in het televisieprogramma De Kist.
- In 2024 was Van der Klundert de verteller in de veertiende editie van The Passion.